# Räddningsstation Södertälje
Räddningsstation Södertälje är en av Sjöräddningssällskapets räddningsstationer.
Räddningsstationen ligger i Sydhamnen i Södertälje och inrättades 2006. Den har 35 frivilliga sjöräddare.

## Räddningsfarkost
- 90-109 Rescue Ragnhild, en tidigare Stridsbåt 90 E, byggd 1996 och utlånad av Sveriges försvarsmakt 2006.